# 정민무
정민무(1985년 3월 3일 ~ )는 대한민국의 전직 축구 선수이다. 현역 시절 포지션은 공격수였다.

## 축구인 경력

### 선수 경력
2005년 울산 현대미포조선에 입단하여 2009년까지 활약하였다.
2010년 현역으로 입대하였고 2012년 초 전역한 후 여름 이적시장을 통해 안산 H FC에 입단하며 내셔널리그로 복귀하였다. 이후 팀이 고양 Hi FC로 팀명을 바꾸고 K리그 챌린지에 참가하게 되자 팀과 함께 프로 무대에 데뷔하게 되었다.